# Ecce Homo (Хијеронимус Бош)
Ecce Homo је слика Хијеронимуса Боша коју је насликао негде око 1476. године. Оригинал се налази у Државном музеју у Франкфурту а копија у Музеју лепих уметнисти у Бостону.
Постоји још једна Бошова слика исте тематике.